# 一臂國

圖出自《古今圖書集成·方輿彙編·邊裔典·第八十七卷》

圖出自《古今圖書集成·方輿彙編·邊裔典·第八十七卷》

一臂國，又稱作一臂人、比肩民、半體人，是《淮南子》所記海外三十六國之一，其民稱作一臂民，只有一隻眼睛、一隻手、一個鼻孔。除此，在《山海經·海外西經》、《大荒西經》中也有所記載。

## 記載
一臂國中有一種身披虎紋的黃馬，也只有一隻眼睛、一條前腿。